# Мел Ріппон
Мел Ріппон  (англ. Mel Rippon, 20 січня 1981) — австралійська ватерполістка, олімпійська медалістка. Сестра  Бек Ріппон, зведена сестра Кейт Джинтер.

## Виступи на Олімпіадах
| Олімпіада   | Дисципліна | Місце |
| ----------- | ---------- | ----- |
| Афіни 2004  | водне поло | 4     |
| Пекін 2008  | водне поло | 3     |
| Лондон 2012 | водне поло | 3     |